# Ouches
Ouches és un municipi francès situat al departament del Loira i a la regió d'Alvèrnia-Roine-Alps. L'any 2007 tenia 1.144 habitants.

## Demografia

### Població
El 2007 la població de fet d'Ouches era de 1.144 persones. Hi havia 427 famílies de les quals 70 eren unipersonals (41 homes vivint sols i 29 dones vivint soles), 164 parelles sense fills, 185 parelles amb fills i 8 famílies monoparentals amb fills.
La població ha evolucionat segons el següent gràfic:
Habitants censats

### Habitatges
El 2007 hi havia 448 habitatges, 426 eren l'habitatge principal de la família, 3 eren segones residències i 19 estaven desocupats. 444 eren cases i 4 eren apartaments. Dels 426 habitatges principals, 379 estaven ocupats pels seus propietaris, 43 estaven llogats i ocupats pels llogaters i 3 estaven cedits a títol gratuït; 1 tenia una cambra, 1 en tenia dues, 32 en tenien tres, 145 en tenien quatre i 247 en tenien cinc o més. 367 habitatges disposaven pel capbaix d'una plaça de pàrquing. A 126 habitatges hi havia un automòbil i a 286 n'hi havia dos o més.

### Piràmide de població
La piràmide de població per edats i sexe el 2009 era:
| Homes | Edats   | Dones |
| ----- | ------- | ----- |
| 0     | 95 o +  | 0     |
| 0     | 90 a 94 | 0     |
| 4     | 85 a 89 | 0     |
| 0     | 80 a 84 | 0     |
| 8     | 75 a 79 | 8     |
| 28    | 70 a 74 | 20    |
| 28    | 65 a 69 | 28    |
| 32    | 60 a 64 | 32    |
| 32    | 55 a 59 | 36    |
| 52    | 50 a 54 | 60    |
| 48    | 45 a 49 | 28    |
| 40    | 40 a 44 | 48    |
| 52    | 35 a 39 | 36    |
| 20    | 30 a 34 | 28    |
| 16    | 25 a 29 | 12    |
| 44    | 20 a 24 | 4     |
| 52    | 15 a 19 | 24    |
| 48    | 10 a 14 | 60    |
| 20    | 5 a 9   | 24    |
| 12    | 0 a 4   | 40    |

## Economia
El 2007 la població en edat de treballar era de 739 persones, 527 eren actives i 212 eren inactives. De les 527 persones actives 486 estaven ocupades (268 homes i 218 dones) i 40 estaven aturades (20 homes i 20 dones). De les 212 persones inactives 109 estaven jubilades, 53 estaven estudiant i 50 estaven classificades com a «altres inactius».

### Ingressos
El 2009 a Ouches hi havia 413 unitats fiscals que integraven 1.126 persones, la mediana anual d'ingressos fiscals per persona era de 17.714 €.

### Activitats econòmiques
Dels 46 establiments que hi havia el 2007, 1 era d'una empresa alimentària, 4 d'empreses de fabricació d'altres productes industrials, 9 d'empreses de construcció, 15 d'empreses de comerç i reparació d'automòbils, 1 d'una empresa de transport, 2 d'empreses d'hostatgeria i restauració, 5 d'empreses financeres, 1 d'una empresa immobiliària, 5 d'empreses de serveis, 1 d'una entitat de l'administració pública i 2 d'empreses classificades com a «altres activitats de serveis».
Dels 14 establiments de servei als particulars que hi havia el 2009, 4 eren tallers de reparació d'automòbils i de material agrícola, 1 paleta, 2 guixaires pintors, 2 fusteries, 2 lampisteries, 1 electricista, 1 perruqueria i 1 restaurant.
L'any 2000 a Ouches hi havia 18 explotacions agrícoles que ocupaven un total de 960 hectàrees.

## Equipaments sanitaris i escolars
El 2009 hi havia una escola elemental.

## Poblacions més properes
El següent diagrama mostra les poblacions més properes.